# Corymbium laxum
Corymbium laxum là một loài thực vật có hoa trong họ Cúc. Loài này được Compton mô tả khoa học đầu tiên năm 1936.